# Philip Jones (klimatolog)

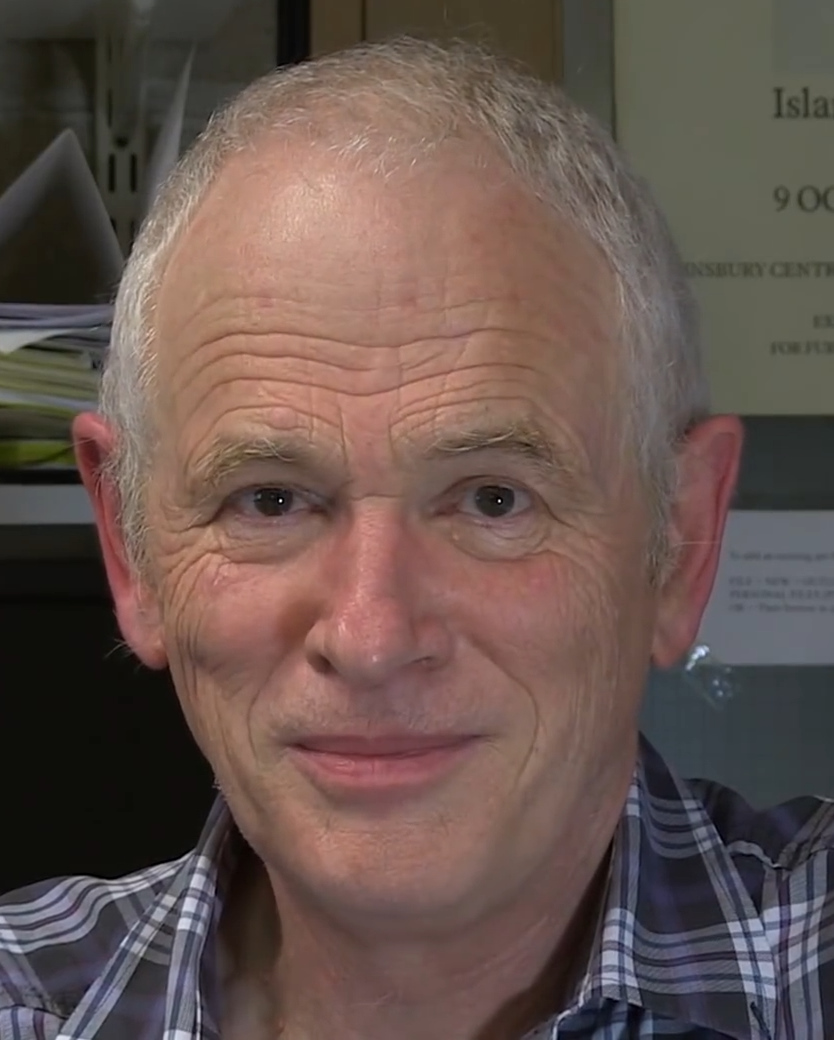
Philip Jones w 2015

Philip D. Jones (ur. 1952) – angielski klimatolog pracujący na Uniwersytecie Wschodniej Anglii. Zajmuje się instrumentalnymi pomiarami temperatury i paleoklimatologią. Jego wyniki w istotny sposób wpłynęły na raporty IPCC.
Jest profesorem w szkole nauk o środowisku (ang. School of Environmental Sciences) w
Uniwersytecie Wschodniej Anglii w Norwich. Ma magisterium i doktorat z Uniwersytetu Newcastle upon Tyne. Napisał doktorat A spatially distributed catchment model for flood forecasting and river regulation with particular reference to the River Tyne dotyczący prognozy powodzi. Zajmuje się zmianami klimatu i paleoklimatologią. Był jednym z autorów raportu IPCC TAR, rozdziału 12 pod tytułem „Detekcja Zmian Klimatycznych i Zrozumienie ich Przyczyn”. Razem z Michaelem Mannem opublikował prace dotyczące zmian temperatury powierzchni Ziemi przez ostatnie 1000 lat.
Jest jednym z głównych autorów emaili w incydencie Climategate. W początkach grudnia 2009 czasowo przestał być szefem Climatic Research Unit do momentu wyjaśnienia Climategate.

## Nagrody
- Medal imienia Hansa Oeschgera nadany przez Europejską Unię Geofizyczną w 2002 za „błyskotliwe przyczynki i długoterminowa pracę nad rekonstrukcją klimatu w ostatnich 250 latach na skali całego globu i skalach regionalnych”.
- Nagroda International Journal of Climatology Royal Meteorological Society za artykuły opublikowane w ostatnich 5 latach.
- Najlepszy artykuł naukowy opublikowany przez Environmental Research Laboratories, NOAA) pod tytułem A search for Human Influences on the Thermal Structure of the Atmosphere z Benem Santerem et al. w Nature, 382, 39-46 (1996).